# Захват церкви в Багдаде (2010)
Захват церкви в Багдаде — террористический акт 31 октября 2010 года Багдаде, совершённый против католической церкви Саидат аль-Неджат, которая является кафедральный собор багдадской архиепархии Сирийской католической церкви.

## История
Группа радикалов-суннитов (4-7 боевиков) из движения «Исламское государство Ирак», атаковав здание биржи, отступила в церковь Пресвятой Девы Марии Заступницы (Саидат аль-Неджат), где взяла в заложники около 100 местных прихожан, присутствующих на вечерней мессе. Террористы требовали освобождения из тюрем Ирака и Египта своих соратников, подозреваемых в связях с Аль-Каидой. Церковь была блокирована иракскими спецслужбами. В ходе штурма погибли все террористы, 7 сотрудников спецслужб и свыше 10 заложников (в общей сложности 58 человек).

## Сопутствующие обстоятельства
Вещание иракского телеканала Al-Baghdadia было прервано из-за того, что в эфир попали требования террористов. Военнослужащие иракской армии перерезали кабель, обесточив телестанцию, а двое журналистов были арестованы.